# Bøur
Bøur [ˈbøvʊɹ] és un poble situat a l'illa de Vágar, a les illes Fèroe. Forma part del municipi de Sørvágur. L'1 de gener de 2021 tenia 75 habitants.

## Geografia
La localitat és a la part occidental de l'illa, a la costa nord del fiord conegut amb el nom de Sørvágsfjørður, a 4 km a l'oest de la vila de Sørvágur. Seguint la costa cap al nord hi ha el poble de Gásadalur, amb el que s'uneix per terra a través d'un túnel, el Gásadalstunnilin, de 1400 metres de longitud. Des de Bøur hi ha una magnífica vista del fiord, dels illots Tindhólmur i Gáshólmur, i dels farallons adjacents.

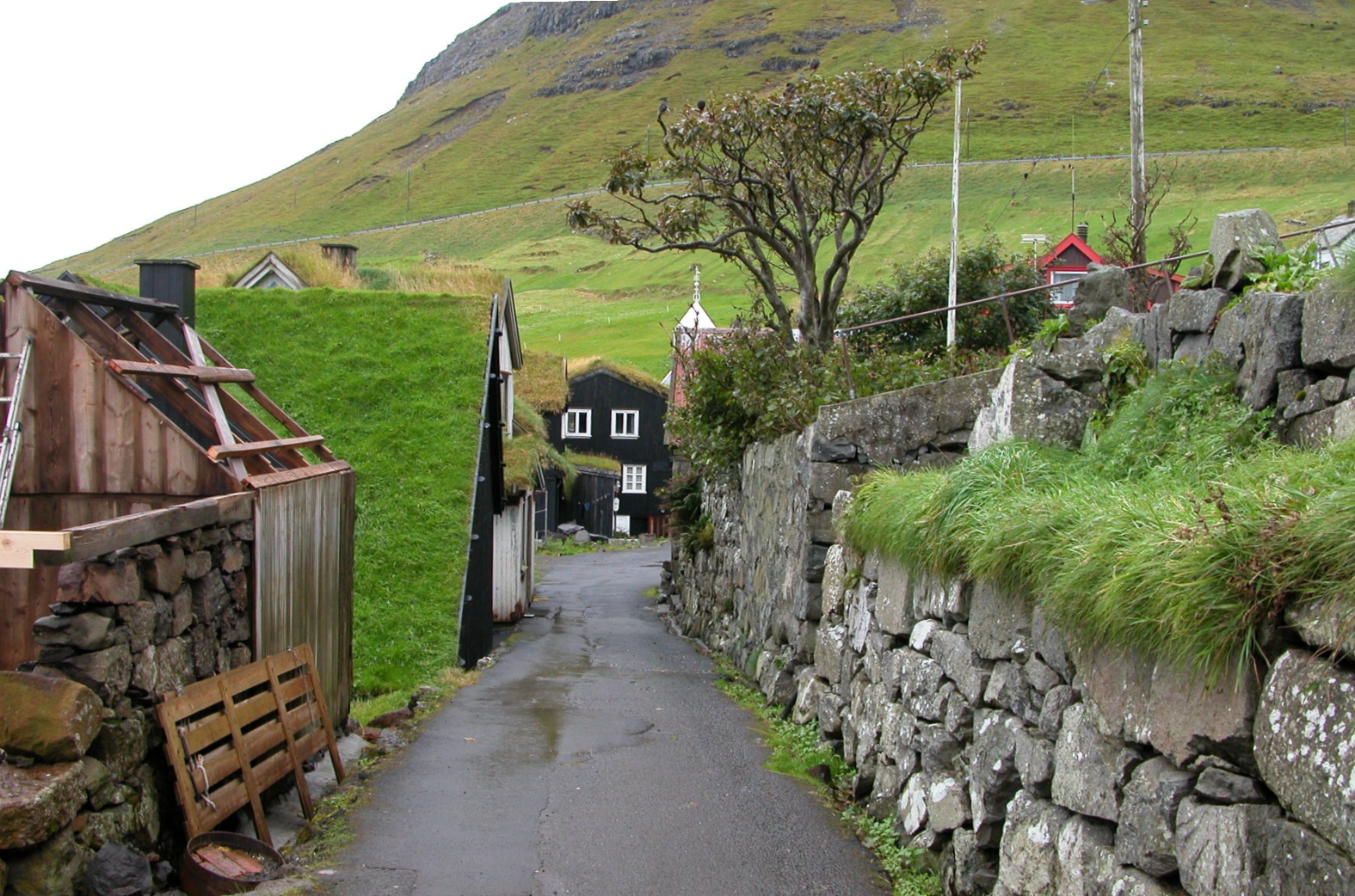
Carrerons de Bøur.

Bøur se situa en una petita vall modelada pel petit riu Stórá. Les cases estan amuntegades i deixen camins estrets entre elles. El riu, que passa per l'oest de la localitat, baixa des del nord formant diverses cascades. A la costa de Bøur hi ha una platja de sorra, on hi ha també l'únic moll de poble.

## Història
Bøur és un assentament anterior a el segle xiii i, per tant, un dels més antics de les Fèroe, ja que remunta la seva història a l'era viking. En un document de 1710 s'esmenta que Bøur tenia una església, però no se sap quina va ser la primera que es va erigir al poble. L'església actual data de 1865 i és de dimensions petites: 11,5 x 7 m.
La localitat va tenir el seu propi municipi de 1915 a 2005, any en què es va agregar a Sørvágur. aquest municipi incloïa també Gásadalur.

## Recepció
1. ↑  «Statistical Database» (en feroès). Arxivat de l'original el 2020-07-06. [Consulta: 11 setembre 2021]. «Base de dades estadística de les Illes Fèroe»
2. ↑  «Mapa de les Fèroe».   Trap Danmark. [Consulta: 1r novembre 2019].
3. ↑  «Mapa de les Fèroe».   Trap Danmark. [Consulta: 1r novembre 2019].
4. ↑  «Vága sýsla» (en feroès).   Heimabeiti. Arxivat de l'original el 2015-07-15. [Consulta: 8 novembre 2019].
5. ↑  «Bøur» (en feroès).   Fólkakirkjan (Església de les Illès Fèroe). [Consulta: 8 novembre 2019].